# Saby Kamalich
Saby Kamalich (ur. 13 maja 1939 w Limie, zm. 13 września 2017 w Meksyku) – peruwiańska aktorka.

## Filmografia
- 2005: Encrucijada jako Virginia Graham
- 2004–2005: Wieczny płomień miłości (Gitanas) jako Victoria Lambert Dominguez
- 2001: Amores querer con alevosía jako Cristina
- 1998: Miłość i przeznaczenie (Sin ti) jako Dolores
- 1998: Tres veces Sofía jako Adelaida de Vidaurri
- 1995: Retrato de familia jako Pilar
- 1995: María José jako Piedad
- 1987: Amor en silencio jako Andrea
- 1984: Principessa
- 1983: Cuando los hijos se van jako Francisca
- 1979: Amor prohibido jako Clara Galvan
- 1975: Barata de primavera jako Adriana
- 1973: Mi rival
- 1972: Metiche, El jako Cristina Martinez
- 1971: Adios, amor... jako Claudia